# Olympische Sommerspiele 2004/Rudern – Doppelvierer (Männer)
Der Ruderwettbewerb im Doppelvierer der Männer bei den Olympischen Spielen 2004 in Athen wurde vom 15. bis zum 22. August 2004 im Schinias Olympic Rowing and Canoeing Centre ausgetragen. 52 Athleten in 13 Booten traten an.
Die Ruderregatta, die über 2000 Meter ausgetragen wurde, begann mit drei Vorläufen mit jeweils fünf oder vier Mannschaften. Die ersten drei Boote zogen ins Halbfinale ein, die restlichen starteten im Hoffnungslauf. Hier konnten sich ebenfalls die ersten drei Boote für das Halbfinale qualifizieren. Das viertplatzierte Boot schied aus dem Wettbewerb aus.
In den beiden Halbfinalläufen qualifizierten sich die ersten drei Boote für das Finale A, die Plätze 4 bis 6 qualifizierten sich für das Finale B. Im A-Finale am 22. August kämpften die besten sechs Boote um olympische Medaillen.
Die jeweils qualifizierten Ruderer sind hellgrün unterlegt.
Der amtierende Olympiasieger Italien verpasste es, mit dem fünften Platz im ersten Halbfinale, in den Kampf um die Medaillen eingreifen zu können. Olympiasieger wurde überraschend die russische Mannschaft. Die amtierenden Weltmeister aus Deutschland, die drei Jahre in Folge Weltmeister geworden waren und in Sydney die Bronzemedaille gewonnen hatten, zählten zu den Favoriten auf den Titel. Sie gewannen ihren Vorlauf und wurden knapp hinter Polen zweite im Halbfinale. Im Finale lief es dann aber gar nicht bei der deutschen Crew, so dass sie zu keiner Zeit in der Lage waren das Tempo der schnellsten Boote mitzugehen und am Ende mehr als acht Sekunden Rückstand auf die Medaillenränge hatten. Die Silbermedaille ging an die Vizeweltmeister aus Tschechien, die die erste Hälfte des Rennens geführt hatten, dann aber die Russen vorbeiziehen lassen mussten. Die Polen sahen lange Zeit wie die sicheren Sieger der Bronzemedaille aus, aber auf den letzten 500 Metern holten die Ukrainer mehr als 4 Sekunden Rückstand auf und gewannen im Fotofinish mit 7/100 Sekunden Vorsprung vor den Polen die Bronzemedaille.
Am 15. August wurde gleich drei Mal der olympische Rekord gebrochen. In jedem der drei Vorläufe verbesserte der Sieger den Rekord, erst Deutschland, dann Polen und im dritten Vorlauf dann schließlich Tschechien.

## Titelträger
| Olympiasieger | Italien Besatzung: Agostino Abbagnale, Alessio Sartori, Rossano Galtarossa, Simone Raineri | Sydney 2000  |
| Weltmeister   | Deutschland Besatzung: André Willms, Stephan Volkert, Marco Geisler, Robert Sens           | Mailand 2003 |

## Vorläufe
Sonntag, 15. August 2004
- Qualifikationsnormen: Platz 1-3 -> Halbfinale, ab Platz 4 -> Hoffnungslauf

### Vorlauf 1
| Platz | Bahn | Nation             | Athleten                            | Zeit (min) | Qualifikation |
| ----- | ---- | ------------------ | ----------------------------------- | ---------- | ------------- |
| 1     | 2    | Deutschland        | Willms, Volkert, Geisler, Sens      | 5:43,17 OR | Halbfinale    |
| 2     | 1    | Estland            | Vinogradov, Kuzmin, Šilin, Jämsä    | 5:45,56    | Halbfinale    |
| 3     | 3    | Australien         | Brennan, Crawshay, Free, Coulton    | 5:46,32    | Halbfinale    |
| 4     | 5    | Vereinigte Staaten | Holbrook, Wilkinson, Du Ross, Smack | 5:50,61    | Hoffnungslauf |
| 5     | 4    | Schweiz            | Stürm, Stofer, Gremaud, Stofer      | 6:20,67    | Hoffnungslauf |

### Vorlauf 2
| Platz | Bahn | Nation     | Athleten                                   | Zeit (min) | Qualifikation |
| ----- | ---- | ---------- | ------------------------------------------ | ---------- | ------------- |
| 1     | 3    | Polen      | Bronikowski, Kolbowicz, Kruszkowski, Korol | 5:41,98 OR | Halbfinale    |
| 2     | 2    | Russland   | Fedorowzew, Krawzow, Swirin, Spinjow       | 5:43,77    | Halbfinale    |
| 3     | 4    | Italien    | Corona, Venier, Gattinoni, Raineri         | 5:45,84    | Halbfinale    |
| 4     | 1    | Frankreich | Philippe, Berrest, Coeffic, Perrier        | 5:50,74    | Hoffnungslauf |

### Vorlauf 3
| Platz | Bahn | Nation         | Athleten                                              | Zeit (min) | Qualifikation |
| ----- | ---- | -------------- | ----------------------------------------------------- | ---------- | ------------- |
| 1     | 2    | Tschechien     | Kopřiva, Karas, Hanák, Jirka                          | 5:40,83 OR | Halbfinale    |
| 2     | 1    | Ukraine        | Hryn, Bilouschtschenko, Lykow, Schaposchnykow         | 5:43,23    | Halbfinale    |
| 3     | 3    | Belarus        | Rodewitsch, Schtscharbatschenja, Schurmei, Pljaschkou | 5:46,80    | Halbfinale    |
| 4     | 4    | Großbritannien | Lyall-Cottle, Campbell, Gardner, Wells                | 5:54,69    | Hoffnungslauf |

## Hoffnungslauf
Dienstag, 17. August 2004
- Qualifikationsnormen: Platz 1-3 -> Halbfinale, ab Platz 4 -> ausgeschieden

| Platz | Bahn | Nation             | Athleten                               | Zeit (min) | Qualifikation |
| ----- | ---- | ------------------ | -------------------------------------- | ---------- | ------------- |
| 1     | 1    | Vereinigte Staaten | Holbrook, Wilkinson, Du Ross, Smack    | 5:46,54    | Halbfinale    |
| 2     | 4    | Schweiz            | Stürm, Stofer, Gremaud, Stofer         | 5:47,94    | Halbfinale    |
| 3     | 2    | Großbritannien     | Lyall-Cottle, Campbell, Gardner, Wells | 5:48,65    | Halbfinale    |
| 4     | 3    | Frankreich         | Philippe, Berrest, Coeffic, Perrier    | 5:50,83    | ausgeschieden |

## Halbfinale
Donnerstag, 19. August 2004
- Qualifikationsnormen: Plätze 1-3 -> Finale A, ab Platz 4 -> Finale B

### Halbfinale A/B 1
| Platz | Bahn | Nation         | Athleten                                      | Zeit (min) | Qualifikation |
| ----- | ---- | -------------- | --------------------------------------------- | ---------- | ------------- |
| 1     | 4    | Polen          | Bronikowski, Kolbowicz, Kruszkowski, Korol    | 5:42,63    | Finale A      |
| 2     | 3    | Deutschland    | Willms, Volkert, Geisler, Sens                | 5:42,85    | Finale A      |
| 3     | 5    | Ukraine        | Hryn, Bilouschtschenko, Lykow, Schaposchnykow | 5:44,00    | Finale A      |
| 4     | 2    | Australien     | Brennan, Crawshay, Free, Coulton              | 5:45,45    | Finale B      |
| 5     | 6    | Italien        | Corona, Venier, Gattinoni, Raineri            | 5:47,38    | Finale B      |
| 6     | 1    | Großbritannien | Lyall-Cottle, Campbell, Gardner, Wells        | 5:48,52    | Finale B      |

### Halbfinale A/B 2
| Platz | Bahn | Nation             | Athleten                                              | Zeit (min) | Qualifikation |
| ----- | ---- | ------------------ | ----------------------------------------------------- | ---------- | ------------- |
| 1     | 4    | Tschechien         | Kopřiva, Karas, Hanák, Jirka                          | 5:42,73    | Finale A      |
| 2     | 3    | Russland           | Fedorowzew, Krawzow, Swirin, Spinjow                  | 5:44,08    | Finale A      |
| 3     | 2    | Belarus            | Rodewitsch, Schtscharbatschenja, Schurmei, Pljaschkou | 5:44,70    | Finale A      |
| 4     | 5    | Estland            | Vinogradov, Kuzmin, Šilin, Jämsä                      | 5:44,90    | Finale B      |
| 5     | 6    | Vereinigte Staaten | Holbrook, Wilkinson, Du Ross, Smack                   | 5:46,65    | Finale B      |
| 6     | 1    | Schweiz            | Stürm, Stofer, Gremaud, Stofer                        | 5:48,74    | Finale B      |

## Finale

### A-Finale
Sonntag, 22. August 2004, 9:50 Uhr MESZ

Anmerkung: zur Ermittlung der Plätze 1 bis 6
| Platz | Bahn | Nation      | Athleten                                              | Zeit (min) |
| ----- | ---- | ----------- | ----------------------------------------------------- | ---------- |
| 1     | 2    | Russland    | Fedorowzew, Krawzow, Swirin, Spinjow                  | 5:56,85    |
| 2     | 4    | Tschechien  | Kopřiva, Karas, Hanák, Jirka                          | 5:57,43    |
| 3     | 6    | Ukraine     | Hryn, Bilouschtschenko, Lykow, Schaposchnykow         | 5:58,87    |
| 4     | 3    | Polen       | Bronikowski, Kolbowicz, Kruszkowski, Korol            | 5:58,94    |
| 5     | 5    | Deutschland | Willms, Volkert, Geisler, Sens                        | 6:07,04    |
| 6     | 1    | Belarus     | Rodewitsch, Schtscharbatschenja, Schurmei, Pljaschkou | 6:09,33    |

### B-Finale
Samstag, 21. August 2004, 11:50 Uhr MESZ

Anmerkung: zur Ermittlung der Plätze 7 bis 12
| Platz | Bahn | Nation             | Athleten                               | Zeit (min) |
| ----- | ---- | ------------------ | -------------------------------------- | ---------- |
| 7     | 3    | Australien         | Brennan, Crawshay, Free, Coulton       | 6:02,31    |
| 8     | 1    | Schweiz            | Stürm, Stofer, Gremaud, Stofer         | 6:04,53    |
| 9     | 4    | Estland            | Vinogradov, Kuzmin, Šilin, Jämsä       | 6:05,11    |
| 10    | 5    | Italien            | Corona, Venier, Gattinoni, Raineri     | 6:06,91    |
| 11    | 2    | Vereinigte Staaten | Holbrook, Wilkinson, Du Ross, Smack    | 6:07,83    |
| 12    | 6    | Großbritannien     | Lyall-Cottle, Campbell, Gardner, Wells | 6:07,87    |

### Weiteres Klassement ohne Finals
| Platz | Nation     | Athleten                            | Zeit (min) |
| ----- | ---------- | ----------------------------------- | ---------- |
| 13    | Frankreich | Philippe, Berrest, Coeffic, Perrier | –          |